# كيث بوكر
كيث بوكر (بالإنجليزية: Keith Bowker)‏ هو لاعب كرة قدم بريطاني، ولد في 18 أبريل 1951 في ويست بروميتش في المملكة المتحدة. لعب مع برمنغهام سيتي وكامبريدج يونايتد ونادي إكزتر سيتي ونادي توركي يونايتد ونادي نورثامبتون تاون.